# ビッグレッドファーム
ビッグレッドファームは、北海道新冠郡新冠町明和にある競走馬（サラブレッド）の生産牧場である。代表者は岡田美佐子（岡田繁幸の妻）、場長（明和）は長田基洋。
馬主としては有限会社ビッグレッドファーム名義で登録されている。勝負服の柄は赤、緑格子、赤袖で、冠名は「コスモ」である（カームやヴリルなど一部冠名がない馬も存在する）。

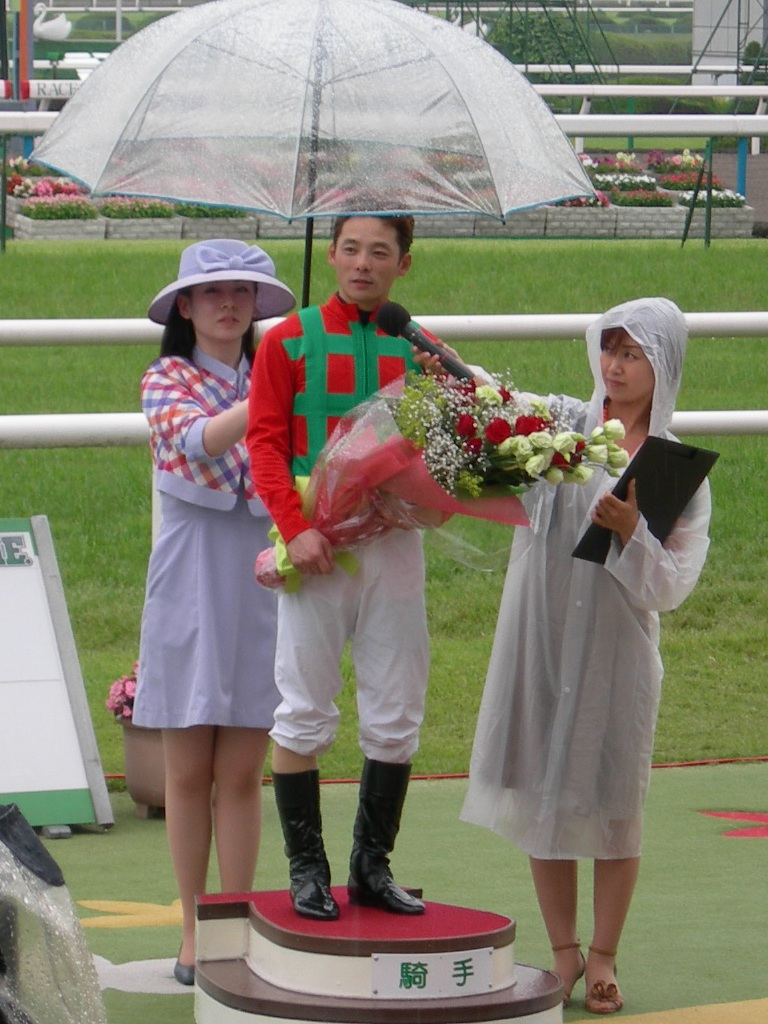
ビッグレッドファームの勝負服を着用した五十嵐冬樹

## 歴史
- 1974年 - 静内郡静内町浦和（現日高郡新ひだか町）に牧場を開設する。
- 1989年 - ビッグレッドファーム真歌トレーニングパークを創業。
- 1998年 - 有限会社明和牧場の大部分を買収し、ビッグレッドファーム明和を開業。
- 2002年 - ビッグレッドファーム明和ヒルズを創業。
- 2003年 - 浦和から明和に生産拠点が移り明和で生産を開始する。
- 2006年 - 4月19日付けで有限会社ビッグレッドファームとして日本中央競馬会 (JRA) に馬主登録された。これまで岡田美佐子名義だった当時の所有68頭の所有権もビッグレッドファームに移動した。
- 2007年 - 12月に本州初となる関連施設のビッグレッドファーム鉾田トレーニングセンターが開場する。

## 本場以外の施設
- ビッグレッドファーム真歌トレーニングパーク（日高郡新ひだか町）
- ビッグレッドファーム浦和（日高郡新ひだか町）
- ビッグレッドファーム鉾田トレーニングセンター（茨城県鉾田市）

## 関連施設
- コスモヴューファーム

## 主な生産馬
太字はGI級競走を示す

### 静内町産
- カツルーキーオー（1979年北海道3歳ステークス）
- モガミナイン（1988年スプリングステークス）
- マイネルリマーク（1993年共同通信杯4歳ステークス）
- マイネルビンテージ（2000年京成杯）
- マイネルブライアン（2000年グランシャリオカップ、シリウスステークス、2003年群馬記念）
- マイネルブラウ（2003年小倉大賞典）
- マイネヌーヴェル（2003年フラワーカップ）
- マイネルアムンゼン（2003年エプソムカップ、2004年新潟大賞典、エプソムカップ）
- マイネルデュプレ（2004年共同通信杯）

### 新冠町産
- イクスキューズ（2007年クイーンカップ）
- マイネルチャールズ（2008年京成杯、弥生賞）
- マイネカンナ（2008年福島牝馬ステークス）
- マイネルアワグラス（2008年シリウスステークス）
- マイネルキッツ（2009年天皇賞（春）、2010年日経賞、2011年ステイヤーズステークス）
- マイネルネオス（2011年中山グランドジャンプ）
- コスモオオゾラ（2012年弥生賞）
- ドリームバレンチノ（2012年函館スプリントステークス、2013年シルクロードステークス、兵庫ゴールドトロフィー、2014年JBCスプリント）
- ウインマーレライ（2014年ラジオNIKKEI賞）
- ディアドムス（2014年全日本2歳優駿、北海道2歳優駿）
- ウインフルブルーム（2015年京都金杯）
- ウインプリメーラ（2016年京都金杯）
- マイネルミラノ（2016年函館記念）
- マイネルグリット（2019年小倉2歳ステークス）
- リンゴアメ（2020年函館2歳ステークス）
- ユーバーレーベン（2021年優駿牝馬）
- マイネルファンロン（2021年新潟記念）
- ゴールデンハインド（2023年フローラステークス）[1]
- マイネルグロン（2023年中山大障害、東京ハイジャンプ、2024年阪神スプリングジャンプ）
- コラソンビート（2023年京王杯2歳ステークス）[2]
- コスモキュランダ（2024年弥生賞ディープインパクト記念）
- コガネノソラ（2024年クイーンステークス）
- フェアエールング(2025年小倉牝馬ステークス)
- マイネルエンペラー(2025年日経賞)
- コスモフリーゲン(2025年七夕賞)

## 主な所有馬
岡田美佐子名義の所有馬は、岡田繁幸のページを参照。*印は名義変更以前からの所有馬で成績は名義変更後の成績を表示。
- コスモフォーチュン*（北九州記念）
- コスモバルク*（シンガポール航空国際カップ）
- コスモプラチナ（マーメイドステークス）
- コスモネモシン（フェアリーステークス、新潟記念）
- コスモセンサー（アーリントンカップ）
- コスモヘレノス（ステイヤーズステークス）
- コスモメドウ（ダイヤモンドステークス）
- コスモファントム（中山金杯、中日新聞杯）
- コスモオオゾラ（弥生賞）
- コスモワイルド（オパールカップ）
- リンゴアメ（函館2歳ステークス）
- コスモキュランダ（弥生賞ディープインパクト記念）
- コガネノソラ（クイーンステークス）
- コスモフリーゲン（七夕賞）

## 主な繋養馬

### 種牡馬
2025年度
- ゴールドシップ（2016年 - ）
- ジョーカプチーノ（2016年 - ）
- ウインブライト（2021年 - ）
- ベンバトル（2022年 - ）
- ダノンザキッド（2024年 - ）

#### 過去に繋養されていた種牡馬
- グランパズドリーム（1986年 - 1994年11月死亡）
- ダイナレター（1991年 - 2003年12月用途変更）
- ムービースター（1994年 - 2006年、岩手県の湯澤ファームへ）
- シルヴァーエンディング（1996年 - 2004年8月1日用途変更）
- バトルライン（2000年 - 2008年頃、湯澤ファームへ）
- マイネルラヴ（2000年 - 2012年6月9日死亡）
- メジロブライト（2003年 - 2004年5月16日死亡）
- アグネスデジタル（2004年 - 2020年、十勝軽種馬農業協同組合種馬所へ）
- ステイゴールド（2004年 - 2005年、2008年 - 2009年、2012年- 2013年、ブリーダーズ・スタリオン・ステーションと2年ごとに移動）
- ムタファーウエク（2005年 - 2010年頃）
- タイムパラドックス（2006年 - 2019年、うらかわ優駿ビレッジAERUへ）
- ゼンノエルシド（2006年 - 2007年、青森県の山内牧場へ）
- スパイキュール（2006年 - 2013年、韓国へ輸出）
- マイネルセレクト（2006年 - 2011年、韓国へ輸出）
- ロサード（2007年 - 2017年、ホーストラスト北海道へ）
- イーグルカフェ（2008年 - 2011年、マイネルセレクトと共に韓国へ輸出）
- メジロベイリー（2009年 - 2012年、青森県の東北牧場へ）
- コンデュイット（2010年 - 2015年、アイルランドへ輸出）
- ハイアーゲーム（2012年 - 2015年、橋本牧場へ）
- アイルハヴアナザー（2013年 - 2018年、アメリカ合衆国へ帰国）
- スウィフトカレント（2013年 - 2015年、青森県の太田ファームへ）
- グラスワンダー（2017年 - 2020年、明和牧場へ）
- ダノンシャンティ（2017年 - 2020年、ホーストラスト北海道へ）
- ロージズインメイ（2006年 - 2025年3月4日死亡）
- ダノンバラード（2019年 - 2025年7月10日死亡）

### 繁殖牝馬
- マイネカンナ（2009年 - ）
- マイネテレジア（2009年 - ）
  - ユーバーレーベン、マイネルファンロンの母。
- ケイティラブ（2010年 - ）
- マイネレーツェル（2010年 - ）
- ストークアンドレイ（2016年 - ）

#### 過去に繋養されていた繁殖牝馬
- ノーザンドライバー（2008年7月31日転売不明）
- スプライトパッサー（2006年8月26日転売不明）
- ヌエボトウショウ（2005年12月5日転売不明）
- マイネプリテンダー（1998年 - 2005年5月28日死亡）
  - マイネルネオス、マイネルチャールズ、マイネルアワグラス、マイネヌーヴェルの母。
- パールバーリー（2010年10月28日転売不明）
  - マイネルミラノの母。
- サクセスストレイン（2013年コスモヴューファームに移動）
- ヴィーヴァヴォドカ（2017年5月23日転売不明）
- マイネヌーヴェル（2020年1月25日死亡）
- マイネソーサリス（2021年6月14日死亡）
- マイネサマンサ（2020年9月5日転売不明）
- マイネイサベル（2022年3月3日死亡）

なお、転売不明となっている元繁殖牝馬はパールバーリーを除き重賞レースを制しているにもかかわらず、功労馬繋養展示事業の対象馬にならなかった。その後の消息はいずれも不明。

### 功労馬など
- コスモバルク（2010年 - 現在）
- マイネルミラノ（2019年 - 現在[注 1]）

#### 過去に繋養されていた功労馬
- イブンベイ（1991年 - 2004年[注 2]、2007年 - 2012年）
- タカラカンナ（2000年 - 2017年 [注 3]）
  - マイネルキッツ、マイネカンナらの母。2017年3月16日に老衰のため死亡[4]。
- マイネルマックス（2002年 - 2008年[注 4]）
- マイネルジャパン（2004年 - 不明）
  - 函館3歳ステークス優勝馬。少なくとも2006年まではビッグレッドファームで功労馬として繋養されていた[5]。没年月日は不詳だが、生まれ故郷の中脇満牧場に墓碑がある[6]。
- アドマイヤマックス（2006年 - 2007年、2010年 - 2023年[注 5]）